# Rhagio derelictus
Rhagio derelictus är en tvåvingeart som först beskrevs av Harris 1776.  Rhagio derelictus ingår i släktet Rhagio och familjen snäppflugor. Inga underarter finns listade i Catalogue of Life.